# Ich geh und suche mit Verlangen
Ich geh und suche mit Verlangen (BWV 49) ist eine Kirchenkantate von Johann Sebastian Bach.

## Entstehung
Das Werk wurde für den 3. November 1726 in Leipzig komponiert. Die einleitende Sinfonie mit ihrem virtuosen Solo-Orgelspiel wurde von Bach dem Finale eines Instrumentalkonzerts entnommen, das wahrscheinlich aus seiner Köthener Zeit stammt und die Urform des Cembalo-Konzerts BWV 1053 darstellt.

## Thematik
Das Werk mit dem Text vom Theologen und Bachschüler Christoph Birkmann (1703–1771) ist die Vertonung eines Zwiegesprächs Jesu (Bass) mit der den gläubigen Christen symbolisierenden Seele (Sopran), wie es etwa auch das Leitmotiv der Kantate BWV 140 bildet. Dabei wird vornehmlich auf Bilder des Hohenliedes Salomos angespielt, wobei die Liebesdichtung im Barock auf eine Hochzeit zwischen Jesus und der gläubigen Seele umgedeutet wurde.

## Besetzung
- Gesangsolisten: Sopran, Bass,
- Orchester: Orgel, Violoncello piccolo, Oboe d’amore, Violine I/II, Viola, Basso continuo

## Struktur
1. Sinfonia (Oa, Vl I/II, Va, Org, Bc)
2. Aria B (Org, Bc): Ich geh und suche mit Verlangen
3. Recitativo S, B (Vl I/II, Va, Bc): Mein Mahl ist zubereit’
4. Aria S (Oa, Vp, Bc): Ich bin herrlich, ich bin schön
5. Recitativo/Dialog S, B (Bc): Mein Glaube hat mich selbst so angezogen
6. Aria B, S e Choral (Oa, Vl I/II, Va, Org, Bc): Dich hab ich je und je geliebet

## Besonderheiten
Ungewöhnlich ist der dem Stück innewohnende fröhlich-konzertante Charakter, dem die Orgel besondere Festlichkeit verleiht und der eher an eine bürgerliche Hochzeitsgesellschaft als an eine Kirchenkantate denken lässt. Im Autographen ist das Werk als „Dialogus“ bezeichnet, und so fehlen neben Solo-Alt und -Tenor auch der sonst übliche Chor. Weiterhin ist es eine der wenigen Bachkantaten, bei denen das Violoncello piccolo Verwendung findet. Auffällig ist ebenfalls der aufwändig gestaltete Schlusschoral: Während die Orgel ein Ritornell spielt, entspinnt sich ein Dialog zwischen der ariosen Basspartie und der durch den Sopran als Cantus firmus vorgetragenen Choralmelodie, der 7. Strophe des Liedes Wie schön leuchtet der Morgenstern von Philipp Nicolai (1599).